# 岡崎殿橋駅
岡崎殿橋駅（おかざきとのばしえき）は、かつて愛知県岡崎市にあった、名鉄岡崎市内線の駅。
駅名は乙川に架かる橋「殿橋」に由来する。

## 歴史
1899年（明治32年）に岡崎馬車鉄道が岡崎町内から岡崎停車場（後の岡崎駅前駅）まで営業運転開始した際、岡崎町内に起点側の停留所として殿橋の南詰に設置された。その後、橋の改築を経た 1907年（明治40年）に殿橋を越え、南詰対岸の殿橋北詰まで延長された。1912年（大正元年）に電化および改軌して再開業した際には北詰にのみに停留所が設置されている。なお、停留所名については、前述の電化および改軌後に殿橋駅が正式名称となり、時期不詳であるが岡崎殿橋駅と改称した。また、殿橋南詰の東側には殿橋貨物駅が設置されていた。
1962年（昭和37年）に先に殿橋貨物駅が廃止され、岡崎市内線及び福岡線大樹寺駅 - 福岡町駅間廃止により廃駅となった。
年表
- 1899年（明治32年）1月1日：岡崎馬車鉄道が岡崎町内から岡崎停車場まで営業運転開始[1][2][3][4][注釈 1]。岡崎町内殿橋南詰[住所 1]に、停留所を設置[6][注釈 2][注釈 3]。
- この間に殿橋が改築される[20]。
- 1907年（明治40年）6月22日：殿橋を越え、南詰対岸の殿橋北詰[住所 2]まで延長[1][3][4][11][注釈 4][注釈 5][注釈 8]。
- 1911年（明治44年）10月2日：電気鉄道への脱皮を計画し、社名を岡崎電気軌道に改称[25][26]。
- 1912年
  - （明治45年）6月：電化改軌工事に伴い馬車鉄道の運行休止[25][27]。
  - （大正元年）9月1日：電化・改軌完了。殿橋 - 岡崎停車場間の電車運転を開始。正式名称が殿橋駅となる[12][注釈 6]。
- 時期不詳：岡崎殿橋駅に改称[14][15][注釈 7]。
- 1922年（大正11年）：岡崎殿橋駅 - 岡崎停車場駅間複線化[31]。
- 1927年（昭和2年）7月19日：岡崎電気軌道が三河鉄道に合併。三河鉄道の駅となる[19][32]。
- 1941年（昭和16年）6月1日：三河鉄道が名古屋鉄道に合併。名古屋鉄道の駅となる[19]。
- 1948年（昭和23年）11月1日以前：無人化[33]。
- 1951年（昭和26年）：本年中に殿橋貨物駅の貨物扱いを東岡崎駅に集約。以後、殿橋貨物駅は場所を示す名義上のみの存在となる[17]。
- 1954年（昭和29年）4月17日：岡崎殿橋駅 - 康生町駅間を複線化[34]。
- 1962年（昭和37年）
  - 6月11日：殿橋貨物駅廃止。同駅所属の戸崎側線も廃止となる[18]。
  - 6月17日：岡崎市内線及び福岡線大樹寺駅 - 福岡町駅間廃止により廃駅となる[15][19]。

## 駅構造
殿橋の北詰に位置したが、駅舎やプラットホームはなく、乗客は路上から直接乗降した。
駅に隣接して回転整流機と変圧機が設置された変電所が存在。なお、乙川には岡崎馬車鐵道専用の木橋が架橋されていたが、1927年（昭和2年）に殿橋が架け替えられ、これに伴い線路を木橋から殿橋に移設した。

## 隣の駅
名古屋鉄道
岡崎市内線
康生町駅 - 岡崎殿橋駅 - 東岡崎駅前駅

### 住所
1. 1 2  岡崎町明大寺下郷中、現・殿橋南詰交差点付近、岡崎市明大寺町下郷中[5]
2. 1 2  岡崎町大字康生[7][8]、現・殿橋北交差点付近、岡崎市康生通南2丁目[9][10]